# Cities in Motion (serie)
Cities in Motion è un gioco di simulazione aziendale sviluppato da Colossal Order e pubblicato da Paradox Interactive. È stato pubblicato per Microsoft Windows nel 2011, con i port per Mac OS X e Linux in arrivo in date successive. L'obiettivo del gioco è implementare e migliorare un sistema di trasporto pubblico in 4 città europee: Amsterdam, Berlino, Helsinki e Vienna . Ciò può essere ottenuto costruendo linee per treni metropolitani, tram, battelli, autobus ed elicotteri.

## Contenuto scaricabile
Il 5 aprile 2011 Paradox Interactive ha pubblicato il DLC Cities in Motion: Design Classics, seguito il 12 maggio 2011 da Cities in Motion: Design Marvels, con cinque nuovi veicoli in ogni versione. Un terzo DLC, Cities in Motion: Design Now, è stato pubblicato il 14 giugno 2011 e includeva 5 nuovi veicoli per ciascun metodo di trasporto. Cities in Motion: Metro Stations è stato pubblicato lo stesso giorno con 2 nuove stazioni della metropolitana.
Il 19 maggio 2011 Paradox Interactive ha annunciato Cities in Motion: Tokyo, un'espansione contenente una nuova città, Tokyo, e una campagna, nuovi veicoli e l'introduzione della monorotaia nel gioco. Tokyo è stato pubblicato il 31 maggio 2011. Una seconda espansione, German Cities, è stata pubblicata il 14 settembre 2011. Conteneva 2 nuove città, Colonia e Lipsia. Un sondaggio sulla pagina Facebook del gioco ha reso la città di Monaco un download gratuito per tutti gli utenti oltre al pacchetto di espansione. Durante il loro Holiday Teaser, Paradox Interactive ha pubblicato una foto della Statua della Libertà con il titolo Cities in Motion. US Cities è stato presto rivelato in una conferenza stampa nel gennaio 2012. Il gioco è stato pubblicato il 17 gennaio 2012, con New York City e San Francisco come le due nuove città. Inoltre, al gioco sono stati aggiunti 5 nuovi veicoli e 2 nuovi metodi di trasporto, rendendolo l'espansione più grande mai realizzata finora.
Il 20 maggio 2011 Paradox Interactive ha pubblicato la versione Mac di Cities in Motion.
Il 20 novembre 2012 è stato pubblicato il DLC Londra.
Un porting di Cities in Motion su Linux è stato annunciato da Paradox Interactive nel 2013, per poi arrivare tramite Steam il 9 gennaio 2014.

## Ricezione
La versione PC dell'originale Cities in Motion ha ricevuto recensioni superiori alla media secondo il sito di aggregazione di recensioni Metacritic.

## Continuazione
Il 14 agosto 2012 alla fiera annuale dei videogiochi Gamescom a Colonia, Paradox Interactive ha annunciato il sequel, chiamato Cities in Motion 2. È stato pubblicato sei mesi dopo, il 2 aprile 2013.